# Michail Šybun
Michail Sjarheevič Šybun (in bielorusso Міхаіл Сяргеевіч Шыбун?; Maleč, 1º gennaio 1996) è un calciatore bielorusso, difensore del Salihorsk.

## Carriera

### Club
In carriera ha giocato 7 partite di qualificazione per l'Europa League.

### Nazionale
Ha giocato nelle nazionali giovanili bielorusse Under-17, Under-19 ed Under-21.